# Bovichinone

Strukturformel des para-Benzochinons, Grundkörper der Bovichinone

Bovichinone (englisch boviquinones) sind chemische Verbindungen, die zu der Stoffgruppe der Chinone gehören. Die Verbindungen kommen in verschiedenen Pilzen vor und sorgen dort für eine charakteristische, orangerote Farbe.

## Chemische Struktur
Die Moleküle der Bovichinone sind Benzochinon-Derivate. Die Chinone sind mit zwei Hydroxygruppen zu einem 2,5-Dihydroxy-1,4-benzochinon substituiert. Zudem befindet sich in der 3-Stellung eine Polyprenyl-Seitenkette, die sich formal vom Isopren ableitet. Je nach Länge der Seitenkette ergeben sich daraus unterschiedliche Bovichinone.
Die bekanntesten Vertreter der Bovichinone sind Bovichinon-3 und Bovichinon-4. Die Moleküle der beiden Stoffe weisen die bereits beschriebene chemische Struktur auf. Während die Moleküle von Bovichinon-3 eine Polyprenyl-Seitenkette aufweisen, die aus drei Isopren-Einheiten besteht, hat die Seitenkette von Bovichinon-4 eine Länge von 4 verknüpften Isopren-Einheiten.

## Natürliche Vorkommen
Bovichinon-3 kommt in Chroogomphus rutilus und weiteren Chroogomphus-Arten wie Chroogomphus helveticus vor.
Bovichinon-4 hingegen kommt hauptsächlich im Suillus bovinus vor.
Die chemischen Verbindungen sorgen als Farbstoff für das farbliche Erscheinungsbild der verschiedenen Pilze.